# William Eden Nesfield
William Eden Nesfield (Bath, 2 aprile 1835 – Brighton, 25 marzo 1888) è stato un architetto e designer inglese.

## Biografia

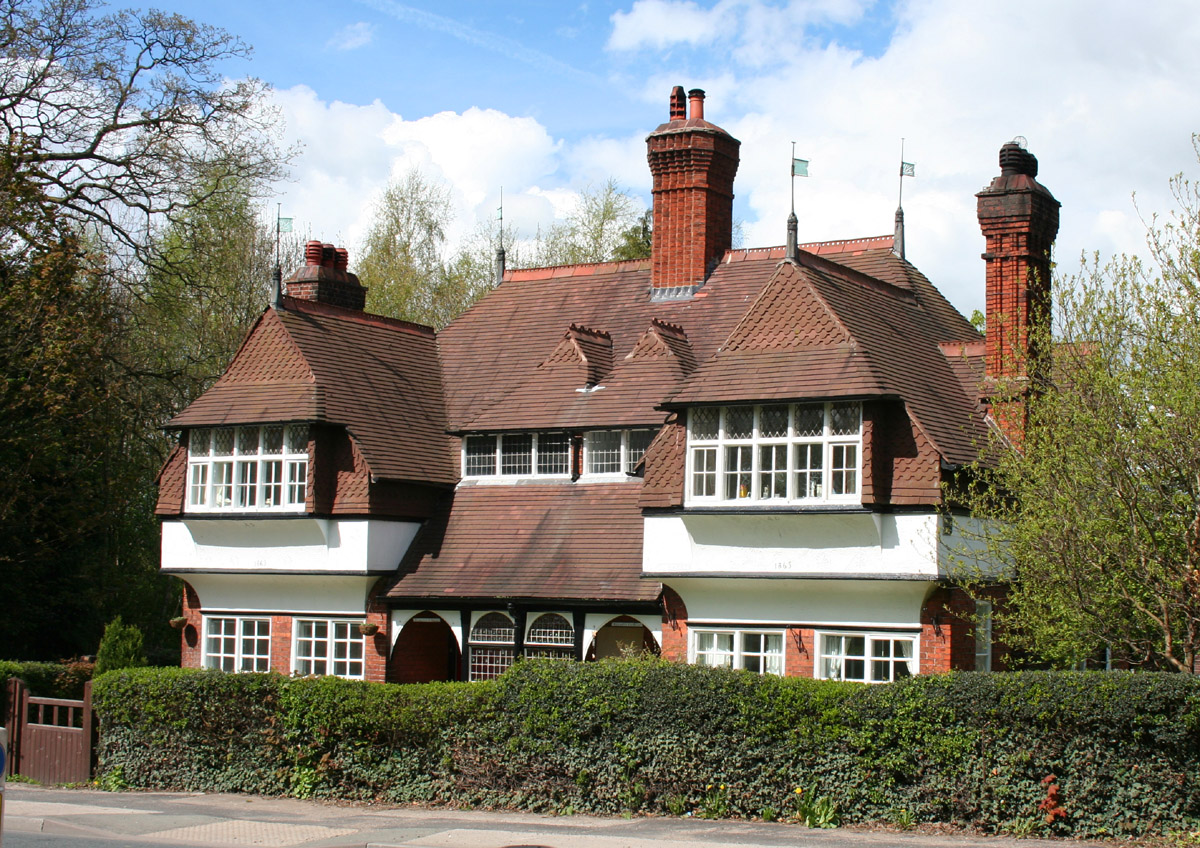
Stowford Cottage, Stowford, presso Crewe

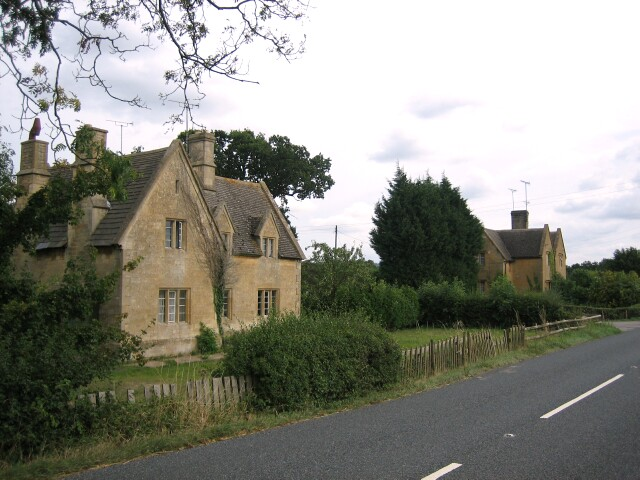
Raymeadow Cottages, presso Winchcombe, 1876

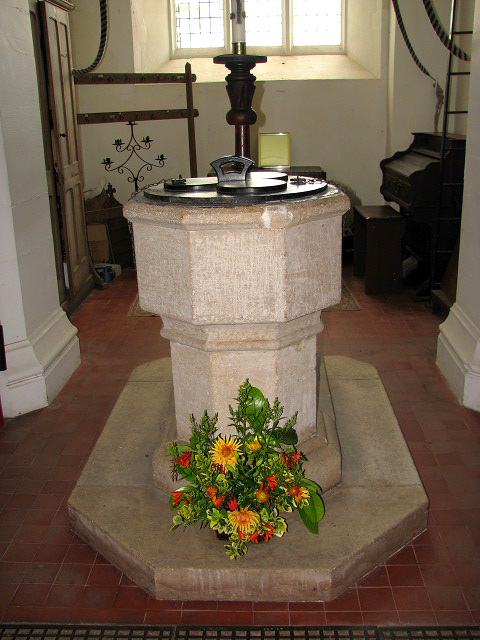
Fonte battesimale della chiesa di Saint Giles, ricostruita da Nesfield nel 1877

Figlio dell'acquarellista paesaggista e architetto, William Andrew (1793-1881), e di sua moglie Emma Mills, William Eden Nesfield nacque a Bath il 2 aprile 1835; istruito a Eton, fu allievo di W. Burn, un classicista, e di suo zio Anthony Salvin.
La sua prima importante commissione fu di costruire una nuova ala per l'abbazia di Coombe (1862-1865) per Lord Craven, nel Warwickshire.
Con Ph. Webb e Richard Norman Shaw, di cui fu socio, contribuì allo sviluppo dell'architettura domestica inglese, come fece notare Hermann Muthesius (Sproughton Manor, Suffolk, 1863; ecc.), anche se progettò chiese, palazzi, giardini.
Le sue prime opere dimostrarono influenze dello stile gotico, invece in seguito aderì ad un repertorio eclettico, prima di ritornare, agli inizi degli anni settanta del XIX secolo, alle forme dell'architettura minore inglese,il cosiddetto stile architettonico Queen Anne.
La parte centrale della sua attività si caratterizzò per l'influenza stilistica delle case del XVII secolo olandese e britannico, come la famosa portineria del Kew Garden di Londra (1866) e il Kimmel Park, Bodelwyddan (1871), con la sua aggiunta di mattoni rossi, rivestimenti in pietra, tetti in ardesia grigio-verde, che elevarono quell'edificio del VIII secolo in un piccolo palazzo rinascimentale.
I suoi lavori, talvolta in legno oppure in pietra, si distinsero per l'uso mutevole dei materiali e per la cura di tutti i dettagli,per un occhio per il pittoresco, per un immancabile rispetto per la dignità;  per l'arredamento collaborò spesso con la ditta di Morris.
Notevoli le sue piccole costruzioni nel Regent's Park (1866-1867) e nei Kew Gardens (1866-1867), Londra.
Anche se non costruì una nuova chiesa importante, Nesfield ricostruì la chiesa di Santa Maria, Farnham Royal, vicino a Slough, seguendo il vecchio stile; inoltre restaurò la chiesa di King's Walden, Hertfordshire (1868), la chiesa di Radwinter, Essex (1871) e la chiesa di Cora vicino a Whitchurch (1871).
Il 3 settembre 1885 sposò Mary Annetta, figlia maggiore di John Sebastian Guilt e nipote di Joseph Guilt.
La sua morte precoce, avvenuta nel pieno degli sviluppi stilistici, ne ha interrotto l'evoluzione pregevole e non gli ha consentito di contribuire al rinnovamento inglese dell'architettura, come invece successe a Shaw.
Grazie ad una serie di viaggi di perfezionamento e di studio nel continente europeo, scrisse un volume di disegni riguardante l'architettura del Medioevo in Italia e in Francia, intitolato Esemplari di architettura medievale (Specimens of Mediaeval Architecture, 1862),che divenne uno dei libri di testo del revival gotico.

## Opere
- Abbazia di Coombe, Warwickshire (1862-1865);
- Sproughton Manor, Suffolk (1863);
- Kew Garden, Londra (1866);
- Costruzioni nel Regent's Park, Londra (1866-1867);
- Costruzioni nei Kew Gardens, Londra (1866-1867);
- Restauro chiesa di King's Walden, Hertfordshire (1868);
- Kimmel Park, Bodelwyddan (1871);
- Restauro chiesa di Radwinter, Essex (1871);
- Restauro chiesa di Cora, presso Whitchurch (1871).